# Pterostylis furcata
Pterostylis furcata är en orkidéart som beskrevs av John Lindley. Pterostylis furcata ingår i släktet Pterostylis och familjen orkidéer. Inga underarter finns listade i Catalogue of Life.